# Peter Swedenmark
Peter Swedenmark, egentligen Axel Gösta Peter Svedenmark, född 1 november 1946 i Sundsvalls församling, död 12 augusti 2023 i Offerdals distrikt, var en svensk journalist.
Swedenmark var i flera år chefredaktör för Dagbladet Nya Samhället. Mellan 1985 och 2005 var han politisk redaktör och ledarskribent på oberoende socialdemokratiska Länstidningen Östersund men blev under uppmärksammade former avsatt, vilket kritiserades av flera socialdemokratiska ledarskribenter. Han ersattes av Per Åhlström som vikarie och sedan Kalle Olsson. Sist var han krönikör på Östersunds-Posten.
År 1984 tilldelade Publicistklubbens stipendieorgan Hiertanämnden Peter Swedenmark 9 000 kronor genom Helgens nyheters stipendiefond. Han var en av initiativtagarna till Alternativ till EG.
Peter Swedenmark var bror till Eva Swedenmark och John Swedenmark.